# Lynn (Massachusetts)
Lynn és una població dels Estats Units a l'estat de Massachusetts. Segons el cens del 2007 tenia 87.122 habitants.

## Demografia
Segons el cens del 2000, Lynn tenia 89.050 habitants, 33.511 habitatges, i 21.044 famílies. La densitat de població era de 3.177,7 habitants/km².
Dels 33.511 habitatges en un 32,5% hi vivien nens de menys de 18 anys, en un 39,7% hi vivien parelles casades, en un 17,6% dones solteres, i en un 37,2% no eren unitats familiars. En el 31% dels habitatges hi vivien persones soles l'11,8% de les quals corresponia a persones de 65 anys o més que vivien soles. El nombre mitjà de persones vivint en cada habitatge era de 2,62 i el nombre mitjà de persones que vivien en cada família era de 3,31.
Per edats la població es repartia de la següent manera: un 27% tenia menys de 18 anys, un 9,1% entre 18 i 24, un 31% entre 25 i 44, un 20,1% de 45 a 60 i un 12,8% 65 anys o més.
L'edat mediana era de 34 anys. Per cada 100 dones de 18 o més anys hi havia 89,5 homes.
La renda mediana per habitatge era de 37.364 $ i la renda mediana per família de 45.295$. Els homes tenien una renda mediana de 34.284 $ mentre que les dones 27.871$. La renda per capita de la població era de 17.492$. Entorn del 13,2% de les famílies i el 16,5% de la població estaven per davall del llindar de pobresa.

## Poblacions més properes
El següent diagrama mostra les poblacions més properes.